# Meiocarpidium lepidotum
Meiocarpidium lepidotum (Oliv.) Engl. & Diels – gatunek rośliny z monotypowego rodzaju Meiocarpidium w obrębie rodziny flaszowcowatych (Annonaceae Juss.). Występuje naturalnie w klimacie tropikalnym Afryki – w Kamerunie, Gwinei Równikowej, Gabonie oraz Kongo. 

## Morfologia
PokrójZimozielone drzewo lub krzew dorastające do 8 m wysokości. Młode pędy są lekko owłosione.
LiścieMają podłużny kształt. Mierzą 10–20 cm długości oraz 3,5–7 cm szerokości. Są owłosione od spodu. Nasada liścia jest ostrokątna. Blaszka liściowa jest o spiczastym wierzchołku. Ogonek liściowy jest owłosiony i dorasta do 10–12 mm długości.
KwiatySą pojedyncze, rozwijają się naprzeciwlegle do liści. Mają żółtą barwę. Mają 3 wolne działki kielicha trójkątnie owalnym kształcie i dorastające do 3–4 mm długości. Płatków jest 6, ułożonych w dwóch okółkach, są wolne, prawie takie same, mają owalny kształt i osiągają do 25 mm długości. Dno kwiatowe jest wypukłe. Pręciki mają pylniki o równowąskim kształcie, otwierające się do zewnątrz. Kwiaty mają 3–5 owłosionych owocolistków o podłużnym kształcie i długości 7–8 mm.
OwocePojedyncze mają cylindryczny kształt, samotne lub zebrane po 2–5 w owoc zbiorowy o kulistym lub elipsoidalnym kształcie. Są prawie siedzące. Osiągają 5–7,5 cm długości.

## Biologia i ekologia
Rośnie w wilgotnych lasach.